# Грайфсвальд (пором)
Greifswald — найбільший у світі вантажо-пасажирський пором класу «RoRo», що зареєстрований у Панамі, належить українській судноплавній компанії «Укрферрі», якою і експлуатується. Перебуває під класифікаційним наглядом «Німецького Ллойда».
Пором є найбільшим та найпотужнішим у своєму класі, що засвідчено сертифікатом Книги рекордів Гіннеса.
Судно виконує регулярні поромні рейси в акваторії Чорного моря за маршрутами: Чорноморськ (Україна) — Варна (Болгарія), Чорноморськ (Україна) — Поті / Батумі (Грузія), Варна (Болгарія) — Батумі (Грузія) та Чорноморськ (Україна) — Гайдарпаша (Туреччина).

## Історія
Судно споруджене 1988 року на східнонімецькій судноверфі «Матіас Тезен» у Вісмарі. Протягом 1990—1997 років ходило під прапором Німеччини із портом прописки в місті Росток. У 1994 році здійснений капітальний ремонт судна. 1997 року пором змінив реєстрацію на порт Монровія, Ліберія. Протягом цього часу судно експлуатувалося у Німеччині. У 2003 році судно перейшло до чергового власника, який передав його в експлуатацію українській компанії «Укрферрі». У свою чергу було змінено порт прописки на Батумі, Грузія. 2011 року, після переходу порому у власність компанії-оператора «Укрферрі», порт реєстрації змінено на Панаму.
Восени 2013 року пройшов ремонт на Севастопольському морському заводі.
У червні 2019 року з'явилася інформація, що неподалік порту Чорноморська у машинному відділенні судна сталася пожежа, внаслідок якої згоріли чотири двигуни. Однак Головне управління ДСНС України в Одеській області спростували інформацію про пожежу, однак підтвердили проблеми з двигунами.